# Andy Wacker
Pour les articles homonymes, voir Wacker.
Andrew « Andy » Wacker, né le 24 septembre 1988 à Houston, est un coureur de fond américain spécialisé en course en montagne. Il est champion NACAC de course en montagne 2019 et a remporté la médaille d'argent aux championnats du monde de course en montagne longue distance 2015.

## Biographie
Il débute l'athlétisme à l'école, et se spécialise d'abord dans les courses de fond sur piste et en cross-country. Lors de son entrée à l'université du Colorado, il peine à signer de bons résultats mais finit par s'améliorer à force de persévérance,,.
Son ami Jeff Eggleston l'inscrit à l'ascension du Mont Evans le 14 juin 2014, prétextant un entraînement. Andy remporte la course et se qualifie pour l'ascension de Pikes Peak qui accueille le Challenge mondial de course en montagne longue distance. Andy y prend un départ canon mais craque à moins de deux kilomètres de l'arrivée, permettant à Azerya Teklay et Sage Canaday de revenir sur lui. Andy remporte la médaille de bronze et l'or par équipes. Le 18 octobre, il se trompe d'horaire pour le départ du Rock 'n' Roll Denver Half Marathon. Croyant arriver avec 45 minutes d'avance, il arrive au moment du départ et se lance une minute après le peloton, sans échauffement. Il parvient à doubler tout le monde pour s'imposer en 1 h 5 min 43 s. Il termine troisième du Rock 'n' Roll San Antonio Half Marathon et se classe deuxième du Rock 'n' Roll U.S. Half Marathon Grand Prix.
Le 4 juillet 2015, il prend le départ du marathon de Zermatt, comptant comme championnats du monde de course en montagne longue distance. Il mène la première partie de course avec le Kényan Francis Maina Ngare avant de se faire doubler par Tommaso Vaccina. Alors que le Kényan craque dans la montée, Andy tient le rythme et s'offre la deuxième place. Il décroche également l'argent par équipes. À son retour aux États-Unis, il règle accidentellement son réveil à 15 h 30 (3:30 p.m.) au lieu de 3 h 30 (3:30 a.m.) le matin de la course de montagne du Barr Trail. Il se rend aussi vite que possible au départ, qui est retardé de 15 minutes. Andy arrive finalement avec 7 minutes de retard et se lance à toute allure sur le parcours. Il rattrape bon nombre de coureurs, puis se retrouve finalement dans le trio de tête. Dans le dernier kilomètre, il rattrape le leader Noah Chepngabit et parvient à le doubler dans un sprint final pour remporter la victoire. Le 29 août, il participe à son premier ultra-trail, le Tamalpa Headlights 50K, qui compte comme championnats des États-Unis de trail 50K. Andy remporte la victoire en établissant un nouveau record du parcours en 3 h 37 min 20 s et décroche le titre national.
En mai 2017, il prend part au Yading Skyrunning Festival où il termine troisième du kilomètre vertical. Le lendemain, il mène la Skyrun sur un rythme soutenu mais se fait doubler par le favori local Bhim Gurung et termine deuxième. Il prend part aux championnats du monde de trail 2017 à Badia Prataglia où il se classe vingtième et remporte la médaille de bronze par équipes.
Le 8 juillet 2018, il termine deuxième de la course de Loon Mountain derrière Joseph Gray. L'épreuve comptant à la fois comme championnats des États-Unis et NACAC, il remporte les deux médailles d'argent.
Il se fait remarquer au marathon du Mont-Blanc 2019 en s'emparant des commandes dès le début sur un rythme soutenu et sans s'arrêter aux ravitaillements. Il cède cependant du terrain au passage à Argentière et termine dixième. Le 20 octobre, il domine la course des championnats NACAC de course en montagne à Tepatitlán de Morelos pour remporter le titre.
Le 26 septembre 2020, il prend un départ rapide sur le semi-marathon du Birkie Trail Run Festival. Adam Condit parvient à réduire l'écart en seconde partie de course mais Andy enfonce le clou en fin de course et s'impose finalement avec plus de quatre minutes d'avance. L'épreuve comptant comme championnats des États-Unis de trail semi-marathon, Andy remporte le titre.
Le 2 juillet 2022, il prend le départ de la course de Whiteface Mountain, comptant comme épreuve de montée et descente des championnats des États-Unis de course en montagne. En l'absence de Joseph Gray, il compte parmi les favoris et mène la première partie de course. À mi-parcours, il est doublé par Eli Hemming et Joseph DeMoor. Ce dernier file en tête et semble se diriger vers la victoire mais s'effondre peu avant l'arrivée, à bout de forces. Andy Wacker reprend les commandes et parvient à résister à Eli Hemming pour remporter le titre.

## Palmarès

### Route
| Année | Compétition                             | Lieu        | Place | Épreuve       | Performance     |
| ----- | --------------------------------------- | ----------- | ----- | ------------- | --------------- |
| 2014  | Rock 'n' Roll Chicago Half Marathon     | Chicago     | 1er   | Semi-marathon | 1 h 6 min 21 s  |
| 2014  | Rock 'n' Roll Denver Half Marathon      | Denver      | 1er   | Semi-marathon | 1 h 5 min 43 s  |
| 2014  | Rock 'n' Roll San Jose Half Marathon    | San José    | 4e    | Semi-marathon | 1 h 4 min 41 s  |
| 2014  | Rock 'n' Roll Las Vegas Half Marathon   | Las Vegas   | 2e    | Semi-marathon | 1 h 3 min 49 s  |
| 2014  | Rock 'n' Roll San Antonio Half Marathon | San Antonio | 3e    | Semi-marathon | 1 h 6 min 3 s   |
| 2015  | Rock 'n' Roll Denver Half Marathon      | Denver      | 5e    | Semi-marathon | 1 h 9 min 56 s  |
| 2015  | Marathon de Belfast                     | Belfast     | 6e    | Marathon      | 2 h 26 min 39 s |
| 2015  | Rock 'n' Roll Vancouver Half Marathon   | Vancouver   | 4e    | Semi-marathon | 1 h 8 min 50 s  |
| 2018  | Marathon de Rotterdam                   | Rotterdam   | 12e   | Marathon      | 2 h 17 min 34 s |

### Course en montagne
| no  | masculin           | Course                                                                 | Longueur | Départ          | Temps           |
| --- | ------------------ | ---------------------------------------------------------------------- | -------- | --------------- | --------------- |
| 1re | Médaille d'or      | Ascension du Mont Evans                                                | 23,3 km  | 14 juin 2014    | 1 h 44 min 51 s |
| 2e  | Médaille d'argent  | Course de montagne du Barr Trail                                       | 20,2 km  | 13 juillet 2014 | 1 h 31 min 14 s |
| 3e  | Médaille de bronze | Challenge mondial de course en montagne longue distance                | 21,4 km  | 16 août 2014    | 2 h 11 min 40 s |
| 2e  | Médaille d'argent  | Course du Mont Washington                                              | 12,2 km  | 20 juin 2015    | 1 h 0 min 59 s  |
| 2e  | Médaille d'argent  | Championnats du monde de course en montagne longue distance            | 42,2 km  | 4 juillet 2015  | 3 h 3 min 51 s  |
| 1re | Médaille d'or      | Course de montagne du Barr Trail                                       | 20,2 km  | 19 juillet 2015 | 1 h 39 min 29 s |
| 2e  | Médaille d'argent  | Championnats des États-Unis de course en montagne                      | 12,3 km  | 26 juillet 2015 | 46 min 21 s     |
| 2e  | Médaille d'argent  | Ascension de Pikes Peak                                                | 21,4 km  | 15 août 2015    | 2 h 18 min 37 s |
| 5e  | 5e                 | Championnats NACAC de course en montagne                               | 9 km     | 10 juillet 2016 | 42 min 23 s     |
| 2e  | Médaille d'argent  | Ascension de Pikes Peak                                                | 21,4 km  | 20 août 2016    | 2 h 13 min 59 s |
| 5e  | 5e                 | Championnats du monde de course en montagne longue distance            | 36 km    | 24 juin 2018    | 2 h 45 min 21 s |
| 2e  | Médaille d'argent  | Championnats NACAC de course en montagne                               | 10,6 km  | 8 juillet 2018  | 51 min 49 s     |
| 3e  | Médaille de bronze | Glacier 3000 Run                                                       | 26 km    | 4 août 2018     | 2 h 27 min 23 s |
| 2e  | Médaille d'argent  | Short-Race du Lac d'Annecy                                             | 16 km    | 24 mai 2019     | 1 h 16 min 0 s  |
| 4e  | 4e                 | Marathon de Zermatt                                                    | 42,2 km  | 6 juillet 2019  | 3 h 12 min 6 s  |
| 2e  | Médaille d'argent  | Course de montagne du Barr Trail                                       | 20,2 km  | 28 juillet 2019 | 1 h 35 min 8 s  |
| 1re | Médaille d'or      | Championnats NACAC de course en montagne                               | 12 km    | 20 octobre 2019 | 53 min 30 s     |
| 1re | Médaille d'or      | Course de côte de Vail                                                 | 16,1 km  | 4 juillet 2020  | 58 min 17 s     |
| 1re | Médaille d'or      | Ascension du Mont Evans                                                | 23,3 km  | 26 juin 2022    | 1 h 41 min 15 s |
| 1re | Médaille d'or      | Championnats des États-Unis de course en montagne - Montée et descente | 10,3 km  | 2 juillet 2022  | 1 h 7 min 31 s  |
| 2e  | Médaille d'argent  | Sky Gran Canaria TPT35                                                 | 35 km    | 14 octobre 2023 | 2 h 35 min 52 s |

### Skyrunning
| no  | masculin           | Course                           | Longueur | Départ            | Temps           |
| --- | ------------------ | -------------------------------- | -------- | ----------------- | --------------- |
| 2e  | Médaille d'argent  | Kilomètre vertical du Mont-Blanc | 3,8 km   | 24 juin 2016      | 37 min 39 s     |
| 3e  | Médaille de bronze | Yading Vertical Kilometer        | 7 km     | 1er mai 2017      | 1 h 5 min 9 s   |
| 2e  | Médaille d'argent  | Yading Skyrun                    | 29 km    | 2 mai 2017        | 3 h 8 min 23 s  |
| 5e  | 5e                 | Marató Pirineu                   | 45 km    | 23 septembre 2017 | 3 h 58 min 50 s |
| 2e  | Médaille d'argent  | Yading Skyrun                    | 29 km    | 30 avril 2018     | 3 h 7 min 30 s  |
| 3e  | Médaille de bronze | Marathon de Pikes Peak           | 42,2 km  | 23 août 2020      | 3 h 44 min 58 s |
| 3e  | Médaille de bronze | Broken Arrow Skyrace 26K         | 23 km    | 3 octobre 2021    | 1 h 53 min 12 s |
| 1re | Médaille d'or      | Broken Arrow Skyrace 26K         | 23 km    | 19 juin 2022      | 1 h 50 min 11 s |
| 1re | Médaille d'or      | Speedgoat 28K                    | 28 km    | 21 juillet 2023   | 2 h 55 min 5 s  |

### Trail
| no  | masculin          | Course                                             | Longueur | Départ            | Temps           |
| --- | ----------------- | -------------------------------------------------- | -------- | ----------------- | --------------- |
| 1re | Médaille d'or     | Championnats des États-Unis de trail 50K           | 50 km    | 29 août 2015      | 3 h 37 min 20 s |
| 2e  | Médaille d'argent | Championnats des États-Unis de trail 30K           | 30 km    | 28 juillet 2018   | 1 h 49 min 37 s |
| 2e  | Médaille d'argent | Championnats des États-Unis de trail semi-marathon | 21,1 km  | 1er octobre 2018  | 1 h 13 min 42 s |
| 2e  | Médaille d'argent | Moab Trail Marathon                                | 40 km    | 3 novembre 2018   | 2 h 59 min 14 s |
| 1re | Médaille d'or     | Championnats des États-Unis de trail semi-marathon | 21,1 km  | 26 septembre 2020 | 1 h 13 min 55 s |
| 2e  | Médaille d'argent | Moab Trail Marathon                                | 40 km    | 7 novembre 2020   | 3 h 2 min 20 s  |
| 2e  | Médaille d'argent | Championnats des États-Unis de trail semi-marathon | 21,1 km  | 4 novembre 2023   | 1 h 22 min 14 s |

## Records
| Épreuve       | Épreuve       | Performance     | Date             | Lieu         |
| ------------- | ------------- | --------------- | ---------------- | ------------ |
| 1 500 mètres  | 1 500 mètres  | 3 min 48 s 20   | 19 avril 2012    | Walnut       |
| 3 000 mètres  | Plein air     | 8 min 38 s 02   | 9 avril 2016     | Boulder      |
| 3 000 mètres  | En salle      | 8 min 17 s 02   | 26 février 2011  | Lincoln      |
| 5 000 mètres  | Plein air     | 13 min 41 s 45  | 19 avril 2013    | Walnut       |
| 5 000 mètres  | En salle      | 14 min 5 s 60   | 26 février 2011  | Lincoln      |
| 10 000 mètres | 10 000 mètres | 28 min 52 s 81  | 29 mars 2013     | Palo Alto    |
| 5 kilomètres  | 5 kilomètres  | 14 min 36 s     | 16 avril 2016    | Boston       |
| 10 kilomètres | 10 kilomètres | 30 min 50 s     | 30 mai 2016      | Boulder      |
| 15 kilomètres | 15 kilomètres | 45 min 9 s      | 9 mars 2013      | Jacksonville |
| Semi-marathon | Semi-marathon | 1 h 3 min 49 s  | 16 novembre 2014 | Las Vegas    |
| 25 kilomètres | 25 kilomètres | 1 h 17 min 17 s | 14 mai 2016      | Grand Rapids |
| Marathon      | Marathon      | 2 h 17 min 34 s | 8 avril 2018     | Rotterdam    |